# Tinn
Tinn é uma comuna da Noruega, com 2 062 km² de área e 6 420 habitantes (censo de 2004).         